# 戀菸癖

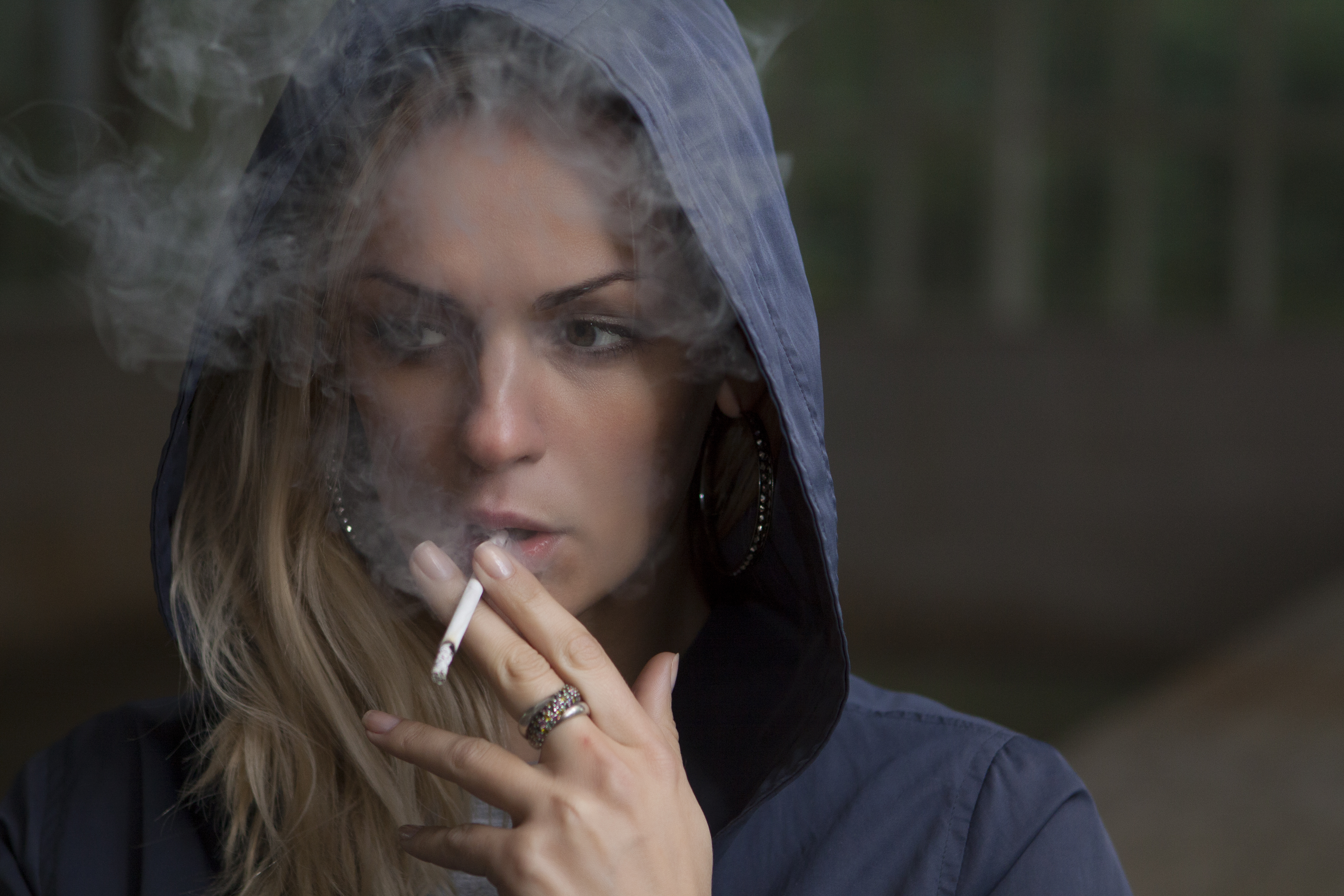
一個涉及香菸的時裝攝影例子。

戀菸癖（英語：Smoking fetishism）是一種基於吸菸（包括香菸、雪茄、菸斗、水煙或其它類似的物質）的戀物癖，戀菸癖者在看到或想像一個人吸菸時便會因此喚醒性慾。

## 背景
戀菸癖不被認為是一種疾病，不過被視為不尋常的性實踐。除非該行為嚴重影響到正常生活作息，否則多數的戀菸癖者不會認為自己需要尋求醫療協助。多數人只知道接受、順從、並找方法滿足自己的戀菸癖。
一份在2003的研究指出，過往的學術研究並不將戀菸癖視為一個議題，不過在少許的報章雜誌理對此稍有提及。

## 成因
就像任何類型的戀物癖一樣，戀菸癖的成因和機制各不相同，可能和兒童期及青春期的性體驗有關連。典型的原因及假設包括：
- 美學: 純粹對吞雲吐霧感到視覺上的吸引力與滿足感。
- 童年：在童年生活中與一個或多個有吸引力的同儕相處。
- 衝動: 認為吸菸是個性大膽或衝動的符號，暗示濫交。
- 風格：從抽菸的身體語言中感受到男性氣概或女性氣概。
- 媒體：媒體對吸菸者的色情描述，特別是電視、電影與色情片的描述。[4]
- 勸說：有著促使另一人吸菸的說服力。
- 性心理發展: 依據佛洛依德的理論，屬於口腔期與性器期固著的後果
- 性虐戀：對吸菸造成的肺部傷害感到性愉悅。
- 自信：認為吸菸會提升男子氣概，是挑戰禁忌之舉、題升信心，並象徵財富。
- 禁忌：感知到吸菸行為的獨立性與叛逆性，並了解吸菸者的文化逆境。
- 奢侈：認為抽雪茄是富人的象徵。

## 診斷
戀物癖的診斷標準是：
- 不尋常的性幻想、慾望或實際行為維持六個月或以上。時隱時現的性幻想並不需要醫學治療。
- 受到影響的他人、她的所有物或其它的人在多方面受到傷害或痛苦，這包括生活的各方面，例如私下的社交生活、職場等。如果受到了傷害或虐待，則必須接受治療。

經歷以下一種或多種症狀的人被認為有戀菸癖：
- 吸菸或觀看他人吸菸時產生性方面的慾望。
- 對吸菸或觀看他人吸菸有反覆且強烈的性幻想。
- 經常且強烈地讓自己受到性的驅使而吸菸或觀看他人吸菸。[5]